# Таймыр (газета)
«Таймыр» — общественно-политическая газета Таймырского Долгано-Ненецкого района Красноярского края на русском языке и языках народов Севера. Учредитель — Администрация Таймырского Долгано-Ненецкого муниципального района. Газета выходит раз в неделю (четверг) на 20 полосах формата А3. Тираж — от 210 до 1000 экземпляров.
Издаётся с 10 июля 1932 года. До 1994 года называлась Советский Таймыр. В газете освещаются общественные, экономические и политические аспекты жизни Таймыра и Красноярского края. Публикуются материалы по языку и культуре малочисленных народов Севера.
Газета является единственным в мире печатным СМИ, где публикуются материалы на долганском (раздел «Төрөөбүт тылбыт»), нганасанском (раздел «Ӈэтумямыә сиәде») и энецком (раздел «Керна базаба’») языках. Также публикуются материалы на ненецком (раздел «Хар’на вадава») и эвенкийском (раздел «Эведы турон») языках.